# 布魯夫島
68°33′S 77°54′E / 68.550°S 77.900°E
布魯夫島是南極洲的島嶼，處於布雷德內斯半島以西4公里，該島嶼由挪威製圖師根據該國探險隊拍攝的空中照片被繪入地圖。